# 쇼나이 공항
쇼나이 공항(일본어: 庄内空港、しょうないくうこう, IATA: SYO, ICAO: RJSY)은 일본 야마가타현 사카타시와 쓰루오카시에 걸쳐 있는 공항으로 공항 터미널 건물은 사카타시에 위치해 있으며 다른 말로는 오이시이 쇼나이 공항(일본어: おいしい庄内空港、おいしいしょうないくうこう)라고도 한다.

## 특징
야마가타현에는 두 곳의 공항이 존재하는데 야마가타 공항이 야마가타현 내륙의 수송을 담당한다면 쇼나이 공항은 야마가타현의 해안 지방의 수송을 담당하고 있으며 전일본공수와 젯스타 재팬이 각각 하네다와 나리타로 가는 항공편을 운항하고 있다.
그리고 인근에는 철도가 없으므로 자가용이나 렌터카, 공항버스를 이용해야 하며 사카타역까지 가는 리무진 버스 및 쓰루오카역까지 가는 리무진 버스가 제공된다.

## 항공편 목록
| 항공사      | 목적지       |
| ----------- | ------------ |
| 전일본공수  | 도쿄(하네다) |
| 젯스타 재팬 | 도쿄(나리타) |

## 참조
1. ↑  http://busmap.info/route/8120/%5B깨진+링크(과거+내용+찾기)%5D
2. ↑  “보관된 사본”. 2017년 12월 24일에 원본 문서에서 보존된 문서. 2017년 12월 23일에 확인함.